# ISO 3166-2:VE
ISO 3166-2:VE est l'entrée pour le Venezuela (République bolivarienne du Venezuela) dans l'ISO 3166-2, qui fait partie du standard ISO 3166, publié par l'Organisation internationale de normalisation (ISO), et qui définit des codes pour les noms des principales administration territoriales (e.g. provinces ou États fédérés) pour tous les pays ayant un code ISO 3166-1.
Le pays est divisé en  23 États (es:estados), 1 district de la capitale (es:Distrito Capital) et 1 dépendance fédérale (es:Dependencias Federales) 

## Subdivision de premier niveau
Chaque lettre de l’alphabet est attribué à une subdivision sauf VE-Q ; en 1998, l'État de Vargas a été renommé en La Guaira
| Code | Nom (en espagnol)            | Catégorie               |
| ---- | ---------------------------- | ----------------------- |
| VE-A | District capitale de Caracas | District de la capitale |
| VE-B | Anzoátegui                   | État                    |
| VE-C | Apure                        | État                    |
| VE-D | Aragua                       | État                    |
| VE-E | Barinas                      | État                    |
| VE-F | Bolívar                      | État                    |
| VE-G | Carabobo                     | État                    |
| VE-H | Cojedes                      | État                    |
| VE-I | Falcón                       | État                    |
| VE-J | Guárico                      | État                    |
| VE-K | Lara                         | État                    |
| VE-L | Mérida                       | État                    |
| VE-M | Miranda                      | État                    |
| VE-N | Monagas                      | État                    |
| VE-O | Nueva Esparta                | État                    |
| VE-P | Portuguesa                   | État                    |
| VE-R | Sucre                        | État                    |
| VE-S | Táchira                      | État                    |
| VE-T | Trujillo                     | État                    |
| VE-U | Yaracuy                      | État                    |
| VE-V | Zulia                        | État                    |
| VE-W | Dependencias Federales       | Dépendance fédérale     |
| VE-X | Vargas                       | État                    |
| VE-Y | Delta Amacuro                | État                    |
| VE-Z | Amazonas                     | État                    |

## Historique
Historique des changements
- 10 décembre 2002 : Ajout d'un état. Catégories de subdivision dans l'en-tête triées à nouveau (bulletin n°4)
- 5 septembre 2003 : Changement de catégorie de subdivision de deux territoires fédéraux en États. Source de la liste mise à jour  (bulletin n°5)
- 3 mars 2009 : Changement de nom abrégé
- 19 février 2010 : Mise en conformité de la forme courte du nom du pays avec celle de l’ISO 3166-1 NL VI-5 (2009-03-03)
- 18 décembre 2014 : Alignement de la forme courte anglaise et française en majuscules et minuscules avec UNTERM; mise à jour des remarques en français
- 27 novembre 2015 : Modification de l'orthographe du nom de catégorie en fra et en spa
- 24 novembre 2020 : Modification du nom de la subdivision de VE-X; Mise à jour de la Liste Source; Correction du Code Source